# Hamnet (film)
Pour plus de détails, voir Fiche technique et Distribution.
Hamnet est un film américano-britannique réalisé par Chloé Zhao et dont la sortie est prévue en 2025. Il s'agit d'une adaptation du roman du même nom de Maggie O'Farrell publié en 2020. Le film explore de manière fictive le deuil d'Agnes et William Shakespeare, après la mort de leur fils Hamnet, âgé de 11 ans.
Le film sera présenté au festival international du film de Toronto 2025.

## Synopsis
En 1596, William Shakespeare et sa femme Agnes doivent faire face à la mort de leur fils Hamnet, à seulement 11 ans.

## Fiche technique
Sauf indication contraire, les informations mentionnées dans cette section peuvent être confirmées par les bases de données cinématographiques IMDb et Allociné,  présentes dans la section « Liens externes ».
- Titre original : Hamnet
- Réalisation : Chloé Zhao
- Scénario : Maggie O'Farrell et Chloé Zhao, d'après le roman Hamnet de Maggie O'Farrell
- Musique : Max Richter
- Décors : Fiona Crombie
- Costumes : Malgosia Turzanska
- Photographie : Łukasz Żal
- Montage : N/A
- Production : Pippa Harris, Liza Marshall, Sam Mendes et Steven Spielberg

Producteurs délégués : Laurie Borg, Nicolas Gonda et Kristie Macosko Krieger
- Sociétés de production : Amblin Entertainment, Hera Pictures, Neal Street Productions et Book of Shadows
- Sociétés de distribution : Focus Features (États-Unis), Universal Pictures (international)
- Budget : N/A
- Pays de production :  États-Unis,  Royaume-Uni
- Langue originale : anglais
- Format : couleur
- Genre : drame
- Dates de sortie[1] : Dates sujettes à modification
  - Canada : septembre 2025 (festival de Toronto)
  - États-Unis : 27 novembre 2025 (sortie limitée)
  - États-Unis : 12 décembre 2025

## Distribution
- Jessie Buckley : Agnes Shakespeare
- Paul Mescal : William Shakespeare
- Joe Alwyn : Bartholomew
- Emily Watson : Mary Shakespeare
- Jacobi Jupe : Hamnet Shakespeare
- Jack Shalloo : Marcellus
- David Wilmot : John

## Production

### Genèse et développement
Une adaptation scénique du roman Hamnet de Maggie O'Farrell est annoncée en novembre 2022, alors que les droits pour un film avaient été acquis avant la publication par Liza Marshall et sa société Hera Pictures, basée à Londres. Celle-ci s'associe ensuite à Neal Street Productions (en), cofondée par Sam Mendes. En avril 2023, Chloé Zhao est engagée comme réalisatrice et pour écrire le scénario avec l'auteure du roman.
En août 2024, il est révélé que Steven Spielberg participe également à la production avec sa société Amblin Entertainment.

### Attribution des rôles
En mai 2023, Paul Mescal et Jessie Buckley entrent en négociations pour les rôles principaux. En janvier 2024, Paul Mescal confirme en interview que Jessie Buckley et lui seront bien les têtes d'affiches du film. Joe Alwyn et Emily Watson rejoignent la distribution en août 2024.

### Tournage
Le tournage devait initialement débuter à Londres en juin 2024. Les prises de vues débutent finalement au pays de Galles le 29 juillet 2024 et s'achèvent le 30 septembre,.

## Sortie et accueil
Focus Features acquiert les droits de distribution de Hamnet en août 2024, alors que sa société-mère Universal Pictures se chargera de la distribution internationale. En juillet 2025, il est annoncé que le film sera projeté en septembre 2025 au festival international du film de Toronto 2025, dans la section Gala Presentations. Le film connaitra une sortie limitée dans les salles américaines le 27 novembre 2025, avant une sortie nationale le 12 décembre.